# Dorso-de-quilha-de-listras-amarelas
Amphiesma stolatum, de nome vernáculo dorso-de-quilha-de-listras-amarelas, é uma espécie de serpente colubrídea não venenosa encontrada em diversas regiões da Ásia. Essa serpente, geralmente não agressiva, alimenta-se de rãs e sapos. Pertence à subfamília Natricinae e é próxima da cobra-de-água-de-colar e as serpentes aquáticas do gênero Nerodia [en]. Assemelha-se a uma versão asiática das cobras-ligas [en] americanas. Apesar de ser bastante comum, é raramente avistada.

## Taxonomia
Com base em caracteres morfológicos, incluindo morfologia hemipenial, dentição e escamação externa, em 1960 o gênero Natrix sensu lato foi dividido em vários gêneros, revalidando o gênero Amphiesma com a espécie-tipo A. stolatum.

## Anatomia e morfologia
Pequena e esguia, a Amphiesma stolatum apresenta coloração geralmente marrom-oliva ou cinza. A cabeça e o corpo possuem a mesma tonalidade.
O corpo é curto, com uma cauda longa e fina que corresponde a cerca de um quarto de seu comprimento total. Duas listras amarelas, que se estendem ao longo do corpo nas laterais da coluna vertebral, são sua característica mais marcante. Essas listras são difusas na cabeça e tornam-se particularmente brilhantes na segunda metade do corpo.
O corpo apresenta faixas transversais pretas irregulares. Próximo à cabeça, essas faixas são mais evidentes, enquanto na segunda metade do corpo tornam-se menos definidas.
|  |  |

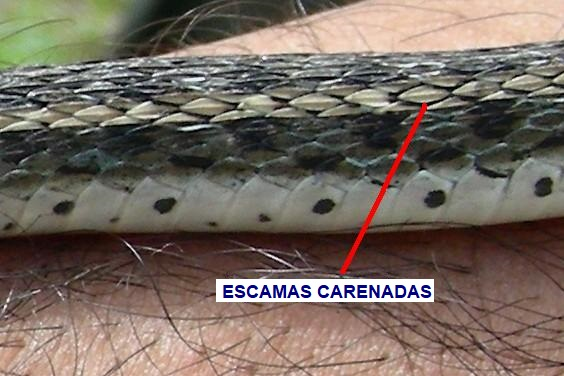
Escamas carenadas

As laterais da cabeça são amarelas, e a cabeça se afunila para formar um pescoço distinto. A nuca fica vermelha durante a época de reprodução. O queixo e a garganta são brancos ou, às vezes, amarelos. Os lábios e a área na frente e atrás dos olhos são amarelados. A língua é bifurcada e preta. 

A parte inferior é creme claro e tem pequenas manchas pretas espalhadas em ambas as margens. Possui escamas em forma de quilha na superfície dorsal do corpo.

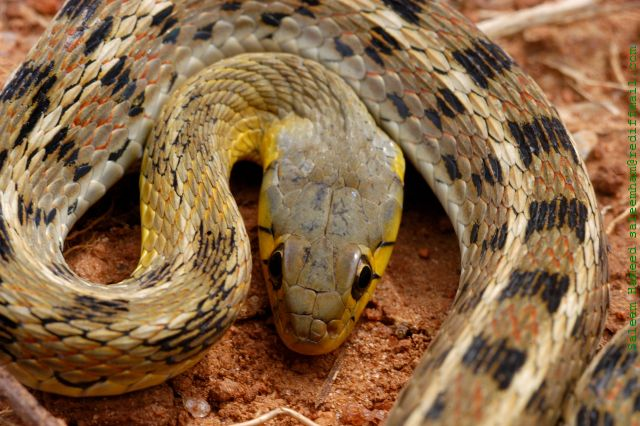
Forma erythrostictus com cor visível entre as escamas

### Morfos

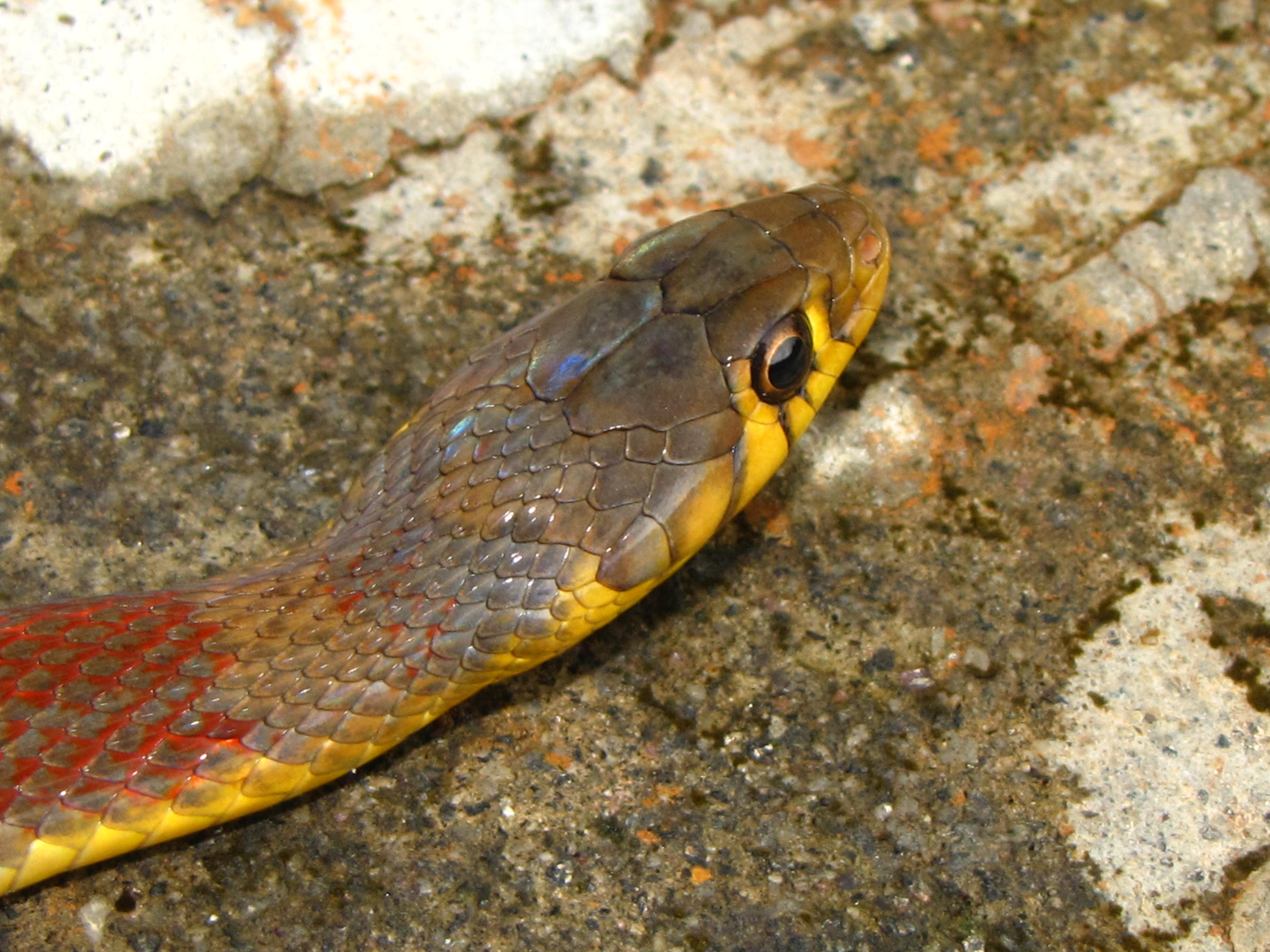
Forma erythrostictus de Amphiesma stolatum, Ezhimala, Kerala, Índia. Note os belos interstícios vermelhos e o ventre amarelo

Existem duas variedades de coloração distintas: a forma típica, encontrada em várias regiões, com cor entre escamas azul-acinzentada; e a variedade erythrostictus, comum principalmente em áreas costeiras, com cor entre escamas vermelho brilhante. Essas cores entre escamas tornam-se visíveis apenas quando a serpente se infla ao se sentir ameaçada.

### Características de identificação
A escamação foi descrita como:

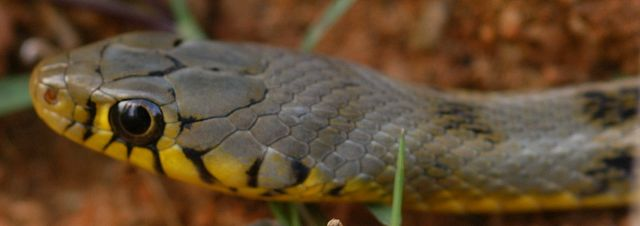
Vista aproximada da cabeça

1. A escama nasal não toca a segunda escama supralabial (escama do lábio superior)
2. A escama rostral toca um total de 6 escamas: duas internasais, duas nasais e a primeira supralabial de cada lado
3. Supralabial 8 (da 3ª à 5ª tocando o olho)
4. Presença de uma única escama temporal
5. Dezenove fileiras de escamas dorsais, fortemente carenadas, exceto pela fileira externa, que é completamente lisa
6. Presença de listras
7. Escamas ventrais variam de 118 a 161
8. Escama anal dividida
9. Escamas subcaudais variam de 46 a 89.

|  |  |  |

### Tamanho

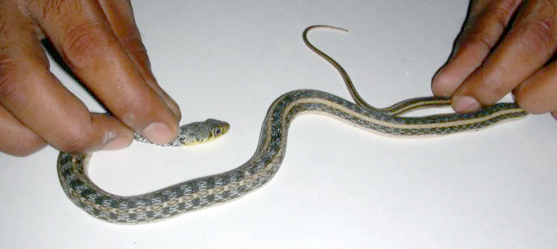
Uma dorso-de-quilha-de-listras-amarelas sendo medida. Esta media 52 cm de comprimento

Geralmente tem entre 50 e 80 cm de comprimento total. As fêmeas são geralmente mais longas que os machos.

## Distribuição

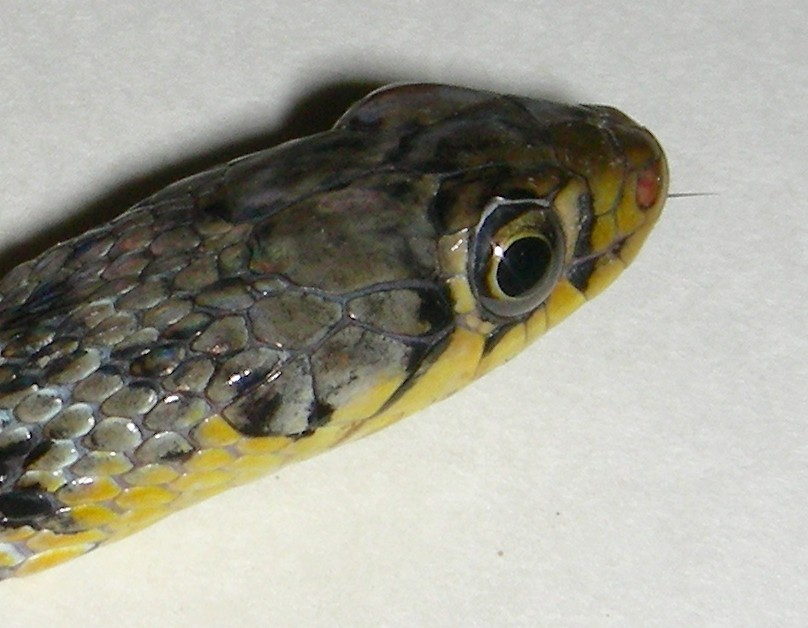
Vista aproximada da cabeça

A Amphiesma stolatum é encontrada em todo o sul e sudeste da Ásia. Sua distribuição abrange desde o Paquistão (Sindh) até o Sri Lanka, Índia (incluindo as Ilhas Andamã), Bangladesh, Nepal, Mianmar, Tailândia, Laos, Camboja, Vietnã, Indonésia (Bornéu, Sabah), Taiwan e China (Hainan, Hong Kong, Fujian, Jiangxi). Também está presente no Butão.
Na Índia, é encontrada em altitudes de até 2000 m.

## Estado de conservação
A espécie Amphiesma stolatum é comum em toda a sua área de distribuição e não é considerada uma preocupação internacional de conservação.

## Ecologia e história de vida

### Habitat
Essa serpente terrestre e diurna habita planícies e colinas bem irrigadas.

### Ecologia alimentar
A dieta principal de adultos de A. stolatum consiste em pequenos anfíbios, como rãs e sapos, mas também consomem minhocas, pequenos lagartos e roedores.

### História de vida

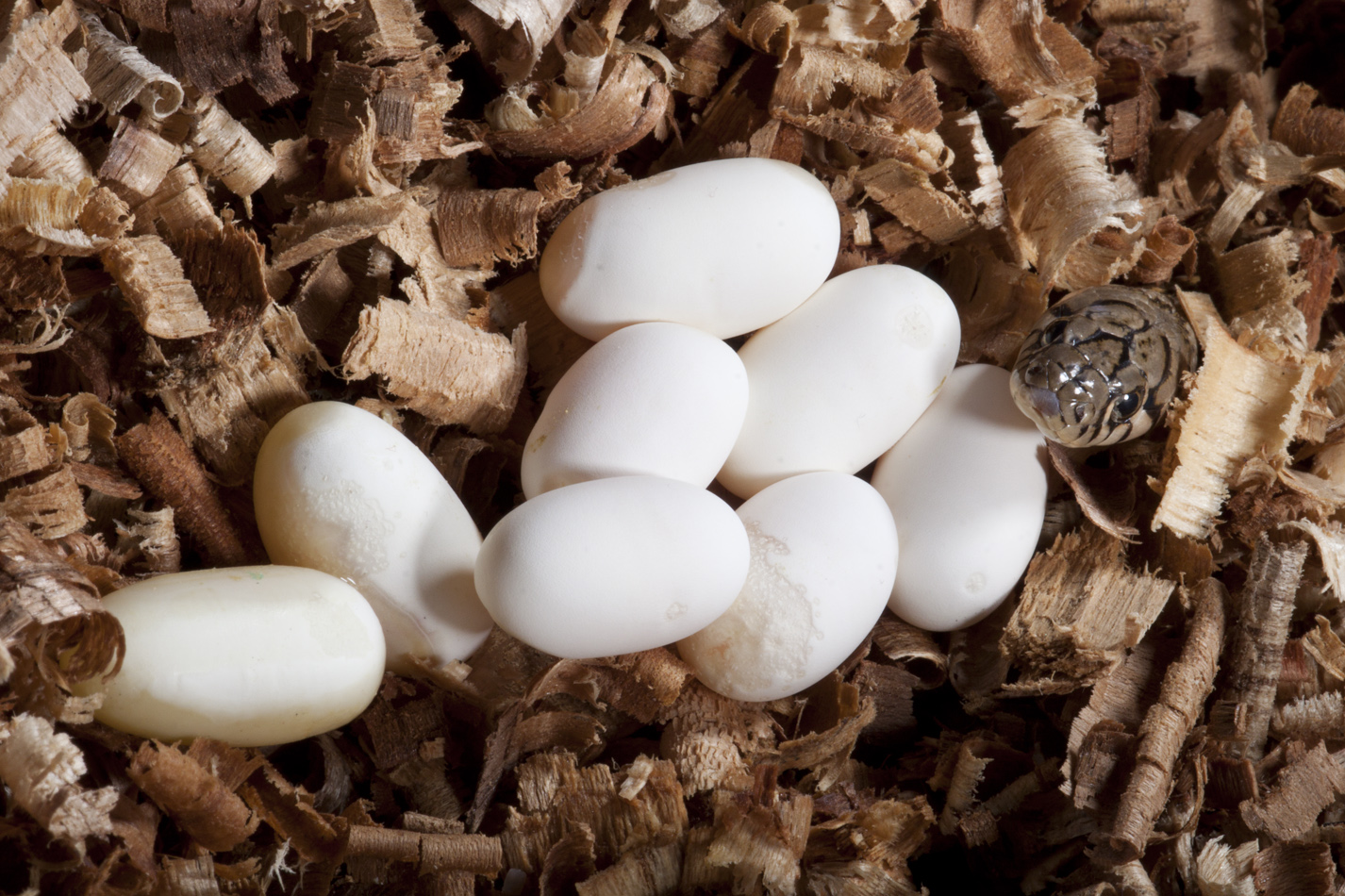
Ninhada de ovos resgatada

As dorsos-de-quilha-de-listras-amarelas são ovíparas. Acredita-se que o acasalamento ocorra durante o período de estivação. Fêmeas grávidas foram encontradas entre abril e agosto, e os ovos são depositados em buracos subterrâneos de maio a setembro. A serpente põe uma ninhada de 5 a 15 ovos brancos puros. As fêmeas permanecem com os ovos até a eclosão. Os filhotes, ao nascer, medem de 9 a 14 cm e se alimentam de insetos, girinos, pequenos sapos e rãs.

## Comportamento
A. stolatum é diurna e, embora seja vista principalmente em terra, pode se deslocar facilmente para a água.
Não venenosa e completamente inofensiva, quando alarmada, ela infla o corpo, expondo as cores brilhantes entre as escamas. Às vezes, achata e estreita a cabeça, formando um capuz. Esse comportamento às vezes faz com que a espécie seja confundida por leigos com um filhote de Naja.
A serpente estiva durante o clima quente e reaparece no final do verão. É abundante durante as chuvas.

## Galeria

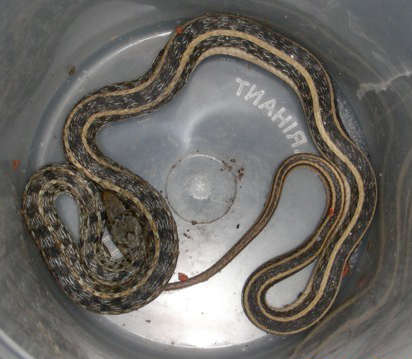
Dorso-de-quilha-de-listras-amarelas (forma normal)
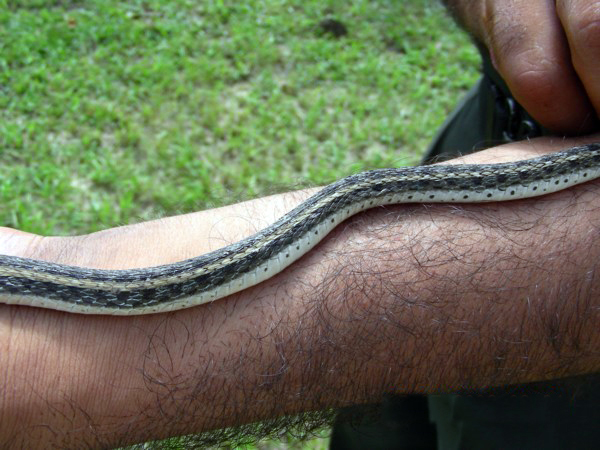
O corpo
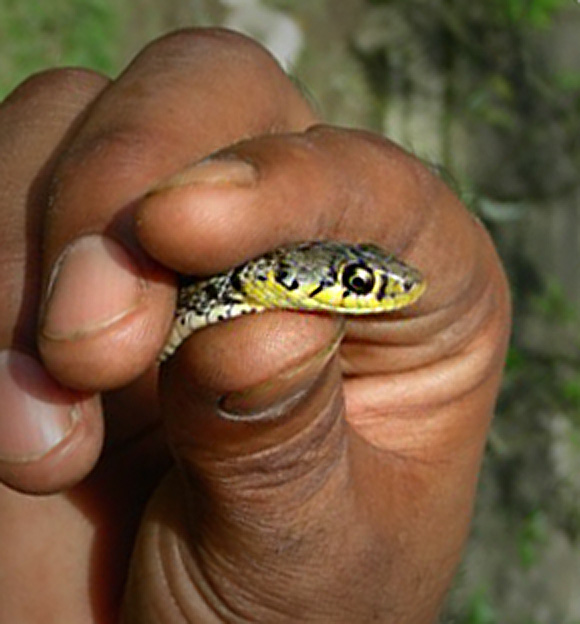
Sendo segurada pela cabeça
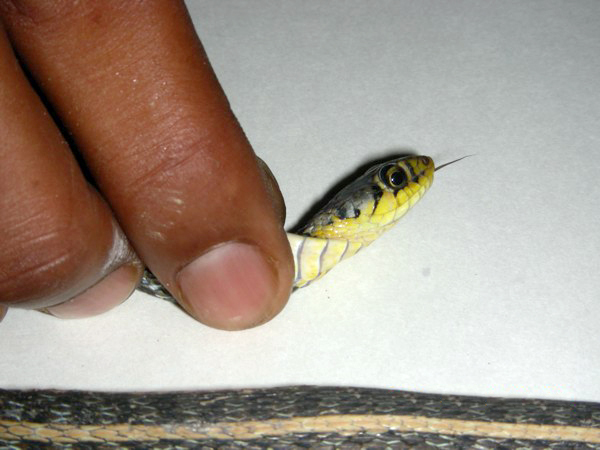
A serpente torcendo a cabeça enquanto é segurada.